# Kościół Matki Bożej Królowej Różańca Świętego w Przywidzu
Kościół Matki Bożej Królowej Różańca Świętego – rzymskokatolicki kościół filialny parafii św. Franciszka Ksawerego w Przywidzu, przy ulicy Gdańskiej 20.
Kościół był pierwotnie świątynią ewangelicko-augsburską (do 1949 roku).